# Хаштаг
Хаштаг или колоквијално хештег (енгл. hashtag) тип је ознаке метаподатака. Користи се на друштвеним мрежама попут Твитера и других услуга микроблогинга, омогућавајући корисницима да примјењују динамично, кориснички генерисано означавање које дозвољава другима да лако пронађу поруке са одређеном темом или садржајем. Корисници праве и користе хаштагове постављањем знака броја (тарабе; #) или знака фунте обично испред речи или неразмакнуте фразе у поруци. Хаштаг може да садржи слова, цифре и подвлаке. Претраживањем неког хаштага приказаће се свака порука означена њиме. Архива хаштага се стога скупља у један ток под истим хаштагом. На пример, на Инстаграму, услузи за дељење фотографија, хаштаг #плавонебо омогућава корисницима да пронађу све објаве које су означене њиме.
Употребу хаштагова први је предложио Крис Месина у твиту из 2007. године.

| Chris Messina | Twitter |
| @chrismessina |         |

            How do you feel about using # (pound) for groups. As in #barcamp [msg]?

       August 23, 2007[1]

How do you feel about using # (pound) for groups. As in #barcamp [msg]?— Chris Messina, ("factoryjoe"), August 23, 2007
Твитер је на почетку био мишљења да је хаштаг „ствар за штребере”. Твит је на крају довео до тога да његова употреба убрзо постане распрострањена широм платформе. Месина, који није покушао да заштити употребу ауторским правима јер је осећао да су „рођени на интернету и нису у ни у чијем власништву”, касније је признат као „кум” хаштага. До краја деценије, хаштагови су се могли видети у већини нових друштвених платформи, укључујући Инстаграм, Фејсбук, Редит и Јутјуб — толико да је Инстаграм званично морао да стави ограничење од 30 хаштагова на објаве како би спречио људе да га злоупотребљавају, ограничење које су корисници Инстаграма на крају заобишли објављивањем хаштагова у одељку коментара на својим објавама. Од 2018. године, више од 85% од 50 најбољих веб-сајтова који користе саобраћај на интернету користе хаштагове, а њихова употреба је заједничка миленијалцима, генерацији З, политичарима, утицајним и познатим личностима широм света. Због своје широке употребе, хаштаг је додат у Оксфордов речник енглеског језика у јуну 2014. године.